# Whitakers Almanack
Whitakers Almanack ist ein Nachschlagewerk, das jährlich im Vereinigten Königreich veröffentlicht wird. Das Buch wurde von 1868 bis 1997 durch J. Whitaker & Söhne veröffentlicht, dann bei The Stationery Office und seit 2003 bei dem zu Bloomsbury gehörenden A & C Black.

## Inhalt
Der Almanach besteht aus Artikeln, Listen und Tabellen, die sich auf eine große Bandbreite von Themen beziehen, wie etwa das britische Peerage-System, die königliche Familie, Regierungen und deren Politiken, öffentliche Institutionen, das britische Militär, wirtschaftliche Informationen, öffentliche Gesundheit und soziale Statistiken sowie Umwelt. Dabei werden Informationen zum Land (in älteren Ausgaben auch zum Britischen Empire), politische Angaben sowie ökonomische und kulturelle Informationen in unterschiedlichen größeren Abschnitten zusammengefasst. Umfangreich sind auch die astronomischen Daten, die das bevorstehende Jahr umfassen. Whitakers Almanack ist weniger eine Enzyklopädie, als vielmehr ein Jahrbuch der zeitgenössischen Angelegenheiten und des Verzeichnisses der verschiedenen Einrichtungen in Großbritannien (wie Vereine, gefährdeten Einrichtungen und Universitäten). Winston Churchill persönlich interessierte sich für die anhaltende Publikation des Buches.
Jedes Jahr wird Whitakers Almanack in zwei Formaten gedruckt: der Standard und einer verkürzten Ausgabe. Beide Ausgaben wurden 1993 und 2004 neu entworfen, um die Seitengröße zu erhöhen und Lesbarkeit zu verbessern.
Gegenwärtiger Hauptherausgeber des Whitakers Almanacks ist Claire Fogg.